# Ilhéu do Baluarte
L'Ilhéu do Baluarte és un illot que es troba a la freguesia de São João Baptista, al concelho i illa de Boa Vista, a Cap Verd.
Deu el seu nom a l'existència a l'illot d'un antic baluard per a la defensa d'aquell tret de costa, dels atacs de pirates i corsaris, freqüents en aquella regió de l'oceà Atlàntic.
Des de 1990 està classificat com a àrea natural protegida i la seva visita només es pot fer amb permís de les autoritats locals.